# Зоолошки врт Кабул
Зоолошки врт Кабул налази се у Кабулу, у Авганистану, на обали реке Кабул. Директор зоо врта је Азиз Гул Сакеб.

## Историја
Зоолошки врт отворен је 1967. године са фокусом на авганистанску фауну, и веома је популаран код посетиоца и новинара. Некада је у врту било више од 500 животиња са око 150.000 посетилаца који су долазили да их виде гофине 1972. Зоо врт је претрпео значајну штету током грађанског рата у Авганистану; акваријум је оштећен гранатирањем и борци су изнели јелене и зечеве за храну.

## Статус
Од 2010. године, зоолошки врт има око 280 животиња, обухватајући 45 врста птица и сисара и 36 врста риба. Међу животињама постоје два лава (који су заменили Марџана након његове смрти 2002. године) и авганистанску свињу. Око 10.000 људи посети зоолошли врт током викенда. У зоо врту запослено је 60 особа за бригу о животињама од 2003. године. То је популарно место за становнике Кабула.

## Донације и помоћ
Кинеска влада, примарни донатор животиња, изразила је забринутост због сигурности животиња које је већ поклонила Авганистану. Током 2004/2005. године, један мужјак медведа и један јелен су умрли, наводно од болести и начина исхране. Кинеске власти кажу да неће донирати више животиња док се услови у Кабул не побољшају.. Зоолошки врт Северна Каролина у САД је финансирао и надгледао многе пројекте у зоолошком врту Кабул, укључујући и побољшање становања животиња, као што су структуре за пењање и баријере за ослонац, уз додатну помоћ у креирању бизнис плана за зоолошки врт. Давид Џонс, директор зоолошког врта Северне Каролине тренутно покушава да помогне да се пошаље особље зоо врта Кабул у Индију на обуку.